# São Vendelino
São Vendelino är en kommun i Brasilien.   Den ligger i delstaten Rio Grande do Sul, i den södra delen av landet, 1 600 km söder om huvudstaden Brasília. Antalet invånare är 1 944.
I omgivningarna runt São Vendelino växer i huvudsak städsegrön lövskog. Runt São Vendelino är det ganska tätbefolkat, med 120 invånare per kvadratkilometer.